# Belver
Belver je zaniklý hrad nejasné lokalizace, který se patrně nacházel nedaleko hradu Skály v okrese Náchod.

## Historie
O hradu se dochovala jediná písemná zmínka ve Starých letopisech českých, podle níž patřil k hradům, jejichž posádky podnikaly výpady proti slezským a lužickým městům. Belver tehdy vlastnil Matěj Salava z Lípy, který držel také hrad Skály. Kromě Belveru a Skal ve skupině dotčených hradů byly Vízmburk, Adršpach a Žacléř. Slezská knížata s městy Vratislaví, Svídnicí, Zhořelcem, Budyšínem a Žitavou roku 1447 shromáždila značnou sumu peněz, za něž uvedené hrady vykoupila a nechala je pobořit.

## Poloha
Poloha hradu je neznámá. Podle výzkumu Václava Jiráska a Vladimíra Wolfa mohl stávat v prostoru Supích skal, přibližně jeden kilometr severně od hradu Skály. Na domnělém místě byl v minulosti nalezen jezdecký třmen a nachází se na něm trámové kapsy pro upevnění dřevěných stavebních konstrukcí. V takovém případě by Belver mohl pomocným objektem Skal, který by sloužil jako pozorovatelna na protilehlé straně údolí.